# 53e division d'infanterie (Royaume-Uni)
Pour les articles homonymes, voir 53e division.
La 53e division d'infanterie britannique (en anglais 53rd (Welsh) Infantry Division) est une division d'infanterie de la Territorial Army (armée de réserve britannique). Elle participe aux deux Guerres mondiales. Durant la Première Guerre mondiale, la division combat à Gallipoli et sur le front du Moyen-Orient. À la fin de la guerre, la division est conservée. Elle participe ensuite à la Seconde Guerre mondiale, elle combat en Europe du Nord-Ouest.
La 53e division est temporairement dissoute entre 1945 et 1947. En 1968, elle est définitivement dissoute, mais la 160e brigade la composant est toujours en service à ce jour.

## Première Guerre mondiale

### Historique

#### 1914 - 1915
La 53e division est activée le 5 août 1914. Elle prend position dans les villes de Shrewsbury, Wellington, Oswestry et Fort Scoveston le 11 août 1914. À la fin du mois, la division est cantonnée à Northampton.
Plusieurs unités de la division la quitte entre novembre 1914 et février 1915. Elles sont progressivement remplacées par des unités de seconde ligne. La pénurie d'armes ralentit leur formation. Ces unités sont remplacées au début de 1915. La 53e division est pressentie pour être transférée en Inde, la 2e division (Wessex) est finalement choisie pour être envoyée en Inde. La 53e division est cantonnée en décembre à Cambridge.
La 53e division est ensuite cantonnée à Bedford en mai. Le 2 juillet, la division reçoit un ordre de transfert pour la région méditerranéenne. La division laisse son artillerie et le service de train, la troupe embarque du 14 - 19 juillet à partir de Sevonport. Après une escale à Alexandrie du 25 au 30 juillet, les navires atteignent Lemnos du 29 juillet au 7 août. Le 9 août, les unités de la 53e division débarquent à Suvla Bay dans la presqu'ile de Gallipoli et participent aux combats de Suvla bay. Les combats, les conditions climatiques réduisent la division à 162 officiers et 2 428 hommes (soit 15% de l'effectif complet de la division). Du 11 au 12 décembre, la Division est évacuée vers Mudros puis Alexandrie où elle arrive à partir du 20 décembre.

#### 1916 - 1917
L'artillerie divisionnaire rejoint la division à Wardan entre le 11 et le 22 février 1916. La 53e division participe ensuite à la bataille de Romani.
Au cours de l'année 1917, la division participe aux combats suivants :
- Première bataille de Gaza, 158e brigade uniquement
- Seconde bataille de Gaza
- Troisième bataille de Gaza, prise de Beersheba et de Tell Khuweilfe
- Bataille de Jérusalem

#### 1918
Après les attaques allemandes de printemps en Picardie, les Britanniques ont de grands besoins de renforts. Les divisions du Moyen-Orient sont sollicitées. Elles envoient plusieurs bataillons en renfort. Les divisions sont complétées par des renforts indiens. La 53e division d'infanterie participe à la bataille de Megiddo. Elle est retirée du front en octobre et ne combat plus avant l'armistice avec les Turcs.

### Composition
158e brigade (North Wales) :
- 1/5e (Flintshire) Bataillon, Royal Welsh Fusiliers
- 1/6e (Caernarvonshire and Anglesey) Bataillon, Royal Welsh Fusiliers
- 1/7e (Merioneth and Montgomery) Bataillon, Royal Welsh Fusiliers
- 1/1er Bataillon, Herefordshire Regiment
- 3e/153e infanterie indienne (à partir de 1918)
- 3e/154e infanterie indienne (à partir de 1918)
- 4e/11e Gurkha (à partir de 1918)

159e brigade (Cheshire) :
- 1/4e Bataillon, Cheshire Regiment
- 1/5e Bataillon, Cheshire Regiment (jusqu'en février 1915)
- 1/7e Bataillon, Cheshire Regiment
- 2/5e Bataillon, Cheshire Regiment (jusqu'en avril 1915)
- 2/6e Bataillon, Cheshire Regiment (jusqu'en avril 1915)
- 1/4e Bataillon, Welsh Regiment
- 1/5e Bataillon, Welsh Regiment
- 3e/152e infanterie indienne (à partir de 1918)
- 1er/153e infanterie indienne (à partir de 1918)
- 2e/153e infanterie indienne (à partir de 1918)

160e brigade (Welsh Border) :
- 2/4e Bataillon, Queen's Royal Surrey Regiment
- 1/4e Bataillon, Royal Sussex Regiment
- 2/4e Bataillon, Royal West Kent Regiment
- 2/10e Bataillon, Middlesex Regiment
- 1/1er Bataillon, Monmouthshire Regiment (jusqu'en février 1915)
- 1/3e Bataillon, Monmouthshire Regiment (jusqu'en février 1915)
- 1er/17e infanterie indienne (à partir de 1918)
- 1er/21e Punjabis (à partir de 1918)
- 1er corps d'Afrique du Sud du Cape (à partir de 1918)

## Seconde Guerre mondiale

### Historique
La 53e division est active dans la période 1918 - 1939. Elle sert force territoriale de défense du territoire entre 1939 - 1940 au Pays de Galles. En avril 1940, la 53e division est transférée en Irlande du Nord, elle y reste jusqu'en novembre 1941. Elle est rapatriée en Angleterre dans le Kent et contrôle la côte sud entre 1941 - 1943. Elle est ensuite intégrée à la deuxième armée britannique. En octobre 1943, la division est réorganisée, la 159e brigade d'infanterie est rattachée à la 11e division blindée, la 71e brigade d'infanterie la remplace. Durant cette période et jusqu'au débarquement en Normandie, la division s'entraîne intensivement.

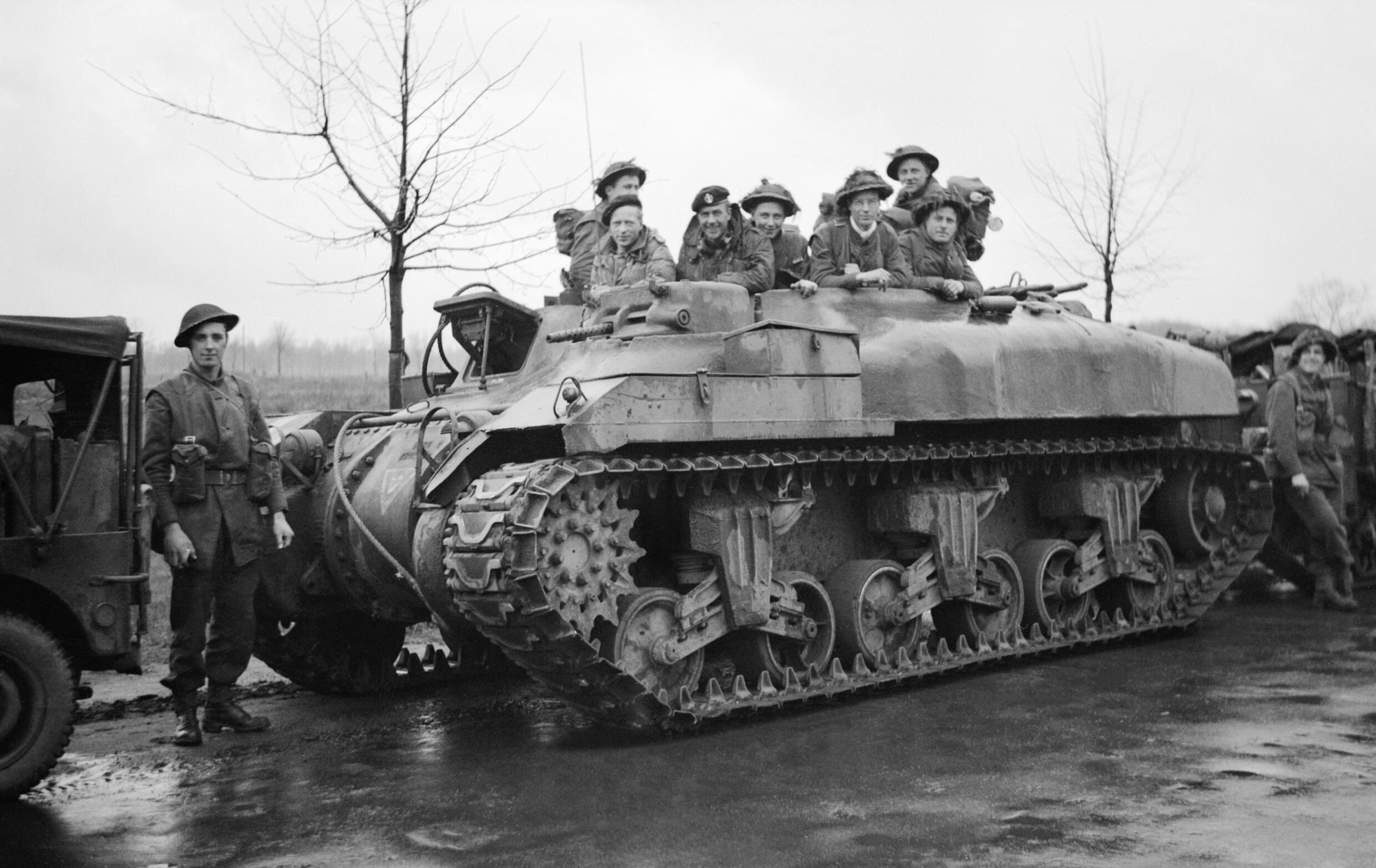
Un char ram converti en transport de troupes Kangaroo de la 53e division d'infanterie.

La 53e division galloise débarque en Normandie le 28 juin 1944. Elle est placée sous le commandement du 12e corps d'armée, elle défend la position de la vallée du Odon. La division est impliquée dans de violents combats dans cette région, les jours précédents l'opération Goodwood. En août, la 53e division progresse dans la région de Odon et traverse l'Orne, pour fermer la poche de Falaise. Au cours de ces combats, le capitaine Tasker Watkins de la 158e Brigade reçoit la croix de Victoria. En raison des pertes subies par la division en Normandie et par le manque aigu de renforts en infanterie, certains des bataillons sont relevés.
Lors de son avance dans les Pays-Bas, la 53e division libère la ville de Bois-le-Duc en quatre jours de combats intenses à partir du 24 octobre. En décembre 1944, la division est intégrée au 30e corps et participe à la bataille des Ardennes, en aidant à couper la pointe nord du saillant allemand. Elle est ensuite envoyée au nord pour participer à l'opération Véritable.

### Composition (1944 - 1945)
71e brigade :
- 1er Bataillon, East Lancashire Regiment (en) (jusqu'au 26 août 1944)
- 1er Bataillon, Oxford and Buckinghamshire Light Infantry
- 1er Bataillon, Highland Light Infantry
- 4e Bataillon, Royal Welch Fusiliers (à partir du 26 août 1944)

158e brigade :
- 4e Bataillon, Royal Welch Fusiliers (jusqu'au 26 août 1944)
- 6e Bataillon, Royal Welch Fusiliers (jusqu'en 26 août 1944)
- 7e Bataillon, Royal Welch Fusiliers
- 1/5e Bataillon, Welch Regiment (à partir du 26 août 1944)
- 1er Bataillon, East Lancashire Regiment (à partir du 26 août 1944)

160e brigade :
- 2e Bataillon, Monmouthshire Regiment (en)
- 4e Bataillon, Welch Regiment (jusqu'au 26 août 1944)
- 1/5e Bataillon, Welch Regiment
- 6e Bataillon, Royal Welch Fusiliers (à partir du 26 août 1944)

Infanterie divisionnaire :
- 1er Battalion, Manchester Regiment (régiment de mitrailleuses)
- 53e Regiment, corps de reconnaissance
- 81e Régiment d'artillerie de campagne, Royal Artillery
- 83e Régiment d'artillerie de campagne, Royal Artillery
- 133e Régiment d'artillerie de campagne, Royal Artillery
- 71e régiment Anti-Tank, Royal Artillery
- 244e compagnie, Royal Engineers
- 282e compagnie, Royal Engineers
- 555e compagnie, Royal Engineers

## Après Guerre
La 53e division termine la guerre à Hambourg. Au cours des différents combats, la division subit 9 849 pertes (blessés, disparus et tués) depuis le débarquement en Normandie. La division sert comme force de maintien de la paix en Rhénanie. Elle est ensuite démantelée pour reformer la 2e division d'infanterie en Allemagne au début de 1947. Elle est reformée au cours de l'année comme division dans l'armée territoriale en temps de paix. La 53e division d'infanterie (Welsh) est finalement dissoute en 1968.
Certaines unités de la 53e division sont encore actives dans l'armée territoriale. La 160e brigade est la brigade régionale responsable de l'administration des unités d'assistance technique au pays de Galles. Le 53e escadron de transmission (Welsh) provient du 53e Régiment (Welsh) de transmissions divisionnaires. Il fournit un soutien de communication à la 160e Brigade.